# Campeonato Mundial de Patinaje Artístico sobre Hielo de 1913
El XVIII Campeonato Mundial de Patinaje Artístico se realizó en Viena (concurso masculino) entre el 22 y el 23 de febrero y en Estocolmo (concurso femenino y por parejas) entre el 10 y el 11 de febrero de 1913 bajo la organización de la Unión Internacional de Patinaje sobre Hielo (ISU), la Federación Austriaca de Patinaje sobre Hielo y la Federación Sueca de Patinaje sobre Hielo. 

## Resultados

### Masculino
| Puesto | Nombre        | País              | Puntos |
| ------ | ------------- | ----------------- | ------ |
| Oro    | Fritz Kachler | Imperio austríaco | 5      |
| Plata  | Willy Böckl   | Imperio austríaco | 13     |
| Bronce | Andor Szende  | Hungría           | 16     |

### Femenino
| Puesto | Nombre                  | País        | Puntos |
| ------ | ----------------------- | ----------- | ------ |
| Oro    | Opika von Méray-Horváth | Hungría     | 5      |
| Plata  | Phyllis Johnson         | Reino Unido | 17     |
| Bronce | Svea Noren              | Suecia      | 17     |

### Parejas
| Puesto | Nombre                                | País              | Puntos |
| ------ | ------------------------------------- | ----------------- | ------ |
| Oro    | Helene Engelmann / Karl Mejstrik      | Imperio austríaco | 9      |
| Plata  | Ludowika Jakobsson / Walter Jakobsson | Finlandia         | 9,5    |
| Bronce | Christa von Szabo / Leo Horwitz       | Imperio austríaco | 11,5   |

## Medallero
| Núm. | País              | Oro | Plata | Bronce | Total |
| ---- | ----------------- | --- | ----- | ------ | ----- |
| 1    | Imperio austríaco | 2   | 1     | 1      | 4     |
| 2    | Hungría           | 1   | 0     | 1      | 2     |
| 3    | Finlandia         | 0   | 1     | 0      | 1     |
| 3    | Reino Unido       | 0   | 1     | 0      | 1     |
| 5    | Suecia            | 0   | 0     | 1      | 1     |
|      | TOTAL             | 3   | 3     | 3      | 9     |

| Predecesor: Reino Unido - Suecia 1912 | Campeonato Mundial de Patinaje Artístico sobre Hielo 1913 | Sucesor: Finlandia - Suiza 1914 |

- Datos: Q695986